# Das riesengroße Krokodil
Das riesengroße Krokodil (Originaltitel: The Enormous Crocodile) ist ein Kinderbuch von Roald Dahl, das 1978 erschienen ist. Es ist Roald Dahls erstes Bilderbuch für jüngere Kinder und das erste seiner Bücher, das von Quentin Blake illustriert wurde.

## Inhalt
Das riesengroße Krokodil verkündet, dass es heute als besondere Delikatesse ein Kind verspeisen möchte. Die anderen Krokodile erklären, dies sei eine schreckliche Tat, aber das riesengroße Krokodil lässt sich nicht davon abbringen. Es lauert Kindern auf und versucht sie durch verschiedene Tarnungen und Tricks zu fangen. Jedes Mal greift aber ein anderes Tier ein und rettet die Kinder. Zum Schluss schleudert ein Elefant das riesengroße Krokodil so hoch in die Luft, dass es bis zur Sonne fliegt.

## Veröffentlichungsgeschichte und Rezeption
Für sein erstes Bilderbuch hatte Roald Dahl zunächst Schwierigkeiten, einen geeigneten Illustrator zu finden. Die Zusammenarbeit mit Quentin Blake lief nur zögerlich an. Schließlich wurde Das riesengroße Krokodil aber so erfolgreich und die Illustrationen so gelobt, dass Blake von da an nicht nur alle weiteren Kinderbücher Dahls illustrierte, sondern auch neue Illustrationen für alle weiteren Auflagen seiner früheren Kinderbücher schuf.
Die erste Ausgabe des Buches erschien 1978 im US-amerikanischen Verlag Alfred A. Knopf, Inc., die erste britische Ausgabe im  selben Jahr bei Jonathan Cape. Seitdem ist es in zahlreichen Auflagen erschienen; zurzeit erscheint es bei Puffin Books. Die erste deutsche Ausgabe in einer Übersetzung von Sybil Gräfin Schönfeldt erschien im Rowohlt Verlag.
Wie viele Bücher Roald Dahls wurde Das riesengroße Krokodil nicht nur für seine Sprachgewandtheit und Wortspiele gelobt, sondern auch für seinen teilweise brutalen Zynismus kritisiert, und in US-amerikanischen Bibliotheken wurden häufig Beschwerden gegen das Buch eingereicht.

## Ausgaben
Deutsche Fassung
- Roald Dahl: Das riesengroße Krokodil. Aus dem Englischen von Sybil Gräfin Schönfeldt. Reinbek, Rowohlt 1978, ISBN 3-498-01227-4.
- Roald Dahl: Das riesengroße Krokodil. Aus dem Englischen von Andreas Steinhöfel. Penguin Junior 2022, ISBN 978-3-328-30170-7.

Originalausgabe
- Roald Dahl: The Enormous Crocodile. Jonathan Cape, London 1978, ISBN 0-224-04684-5.
- Roald Dahl: The Enormous Crocodile. Puffin, London 2009, ISBN 978-0-14-241453-8.

Hörbücher (englisch)
- Roald Dahl: The Enormous Crocodile. Gelesen von Roald Dahl. Neuauflage. HarperCollins, New York 2007, ISBN 0-00-715895-5.
- Roald Dahl: The Enormous Crocodile. Gelesen von Stephen Fry. Puffin, London 2010, ISBN 978-0-14-104791-1.